# Joeribej (Gyda)
De Joeribej (Russisch: Юрибей, Joeribej) is een rivier in het noordoosten van het Russische autonome district Jamalië (oblast Tjoemen) in het noorden van Siberië op het schiereiland Gyda. De rivier met een lengte van 479 kilometer stroomt in noordelijke richting en mondt uit in de Gydaboezem van de Karazee bij het plaatsje Joeribej. De rivier meandert sterk op sommige plaatsen en er liggen vele meren in haar stroomgebied. De Joeribej wordt vooral gevoed door sneeuw en is bevroren van oktober tot juni.